# イラティ川
イラティ川（イラティがわ、スペイン語: Río Irati, バスク語: Irati ibaia）は、スペイン・ナバーラ州を流れる河川。エブロ川水系のアラゴン川の主要な支流である。全長は約83.8 km。

## 流域
イラティ川は、イラティの森（バスク語、Iratiko oihana）から流れ出している。この森の呼称はイラティ川から取られた。この川は最終的にアラゴン川に流れる。なお、イラティ川にはサライツ川が合流してくる付近にフォス・デ・ルンビエルと呼ばれる峡谷が存在することで知られている。

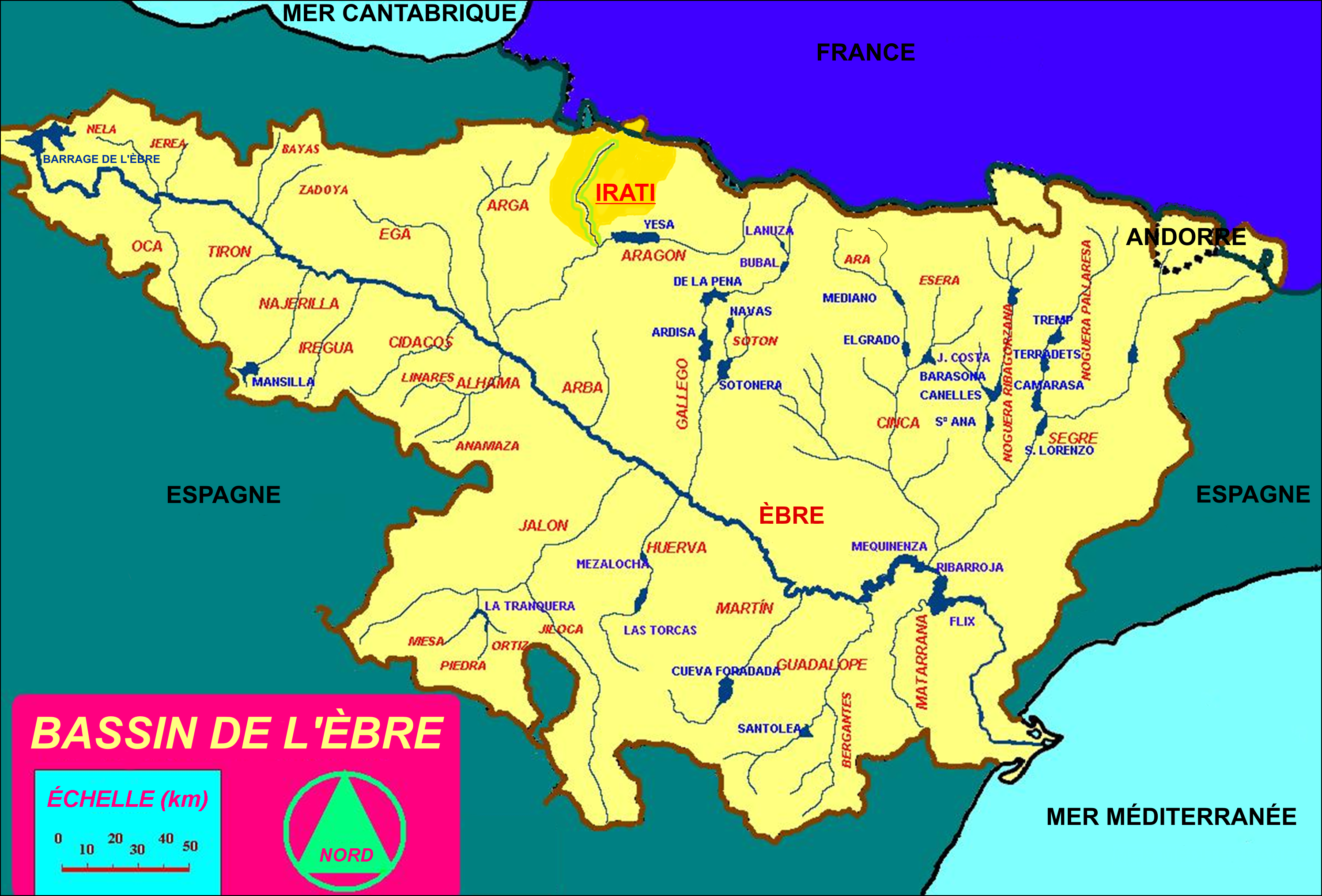
エブロ川水系の集水域を薄い黄色、イラティ川の集水域は濃い黄色
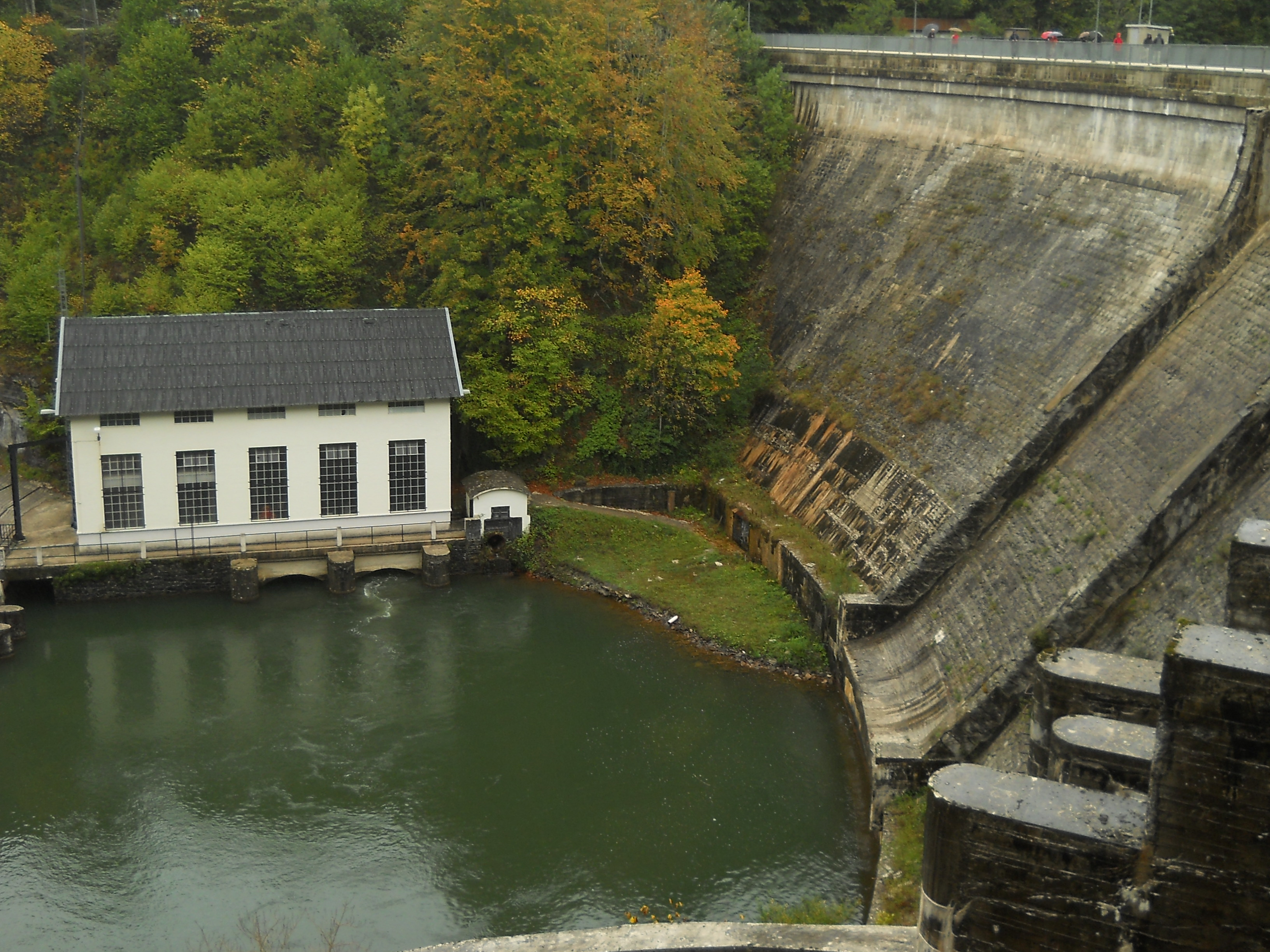
最上流部に建設されたダムとイラビア湖（バスク語版）
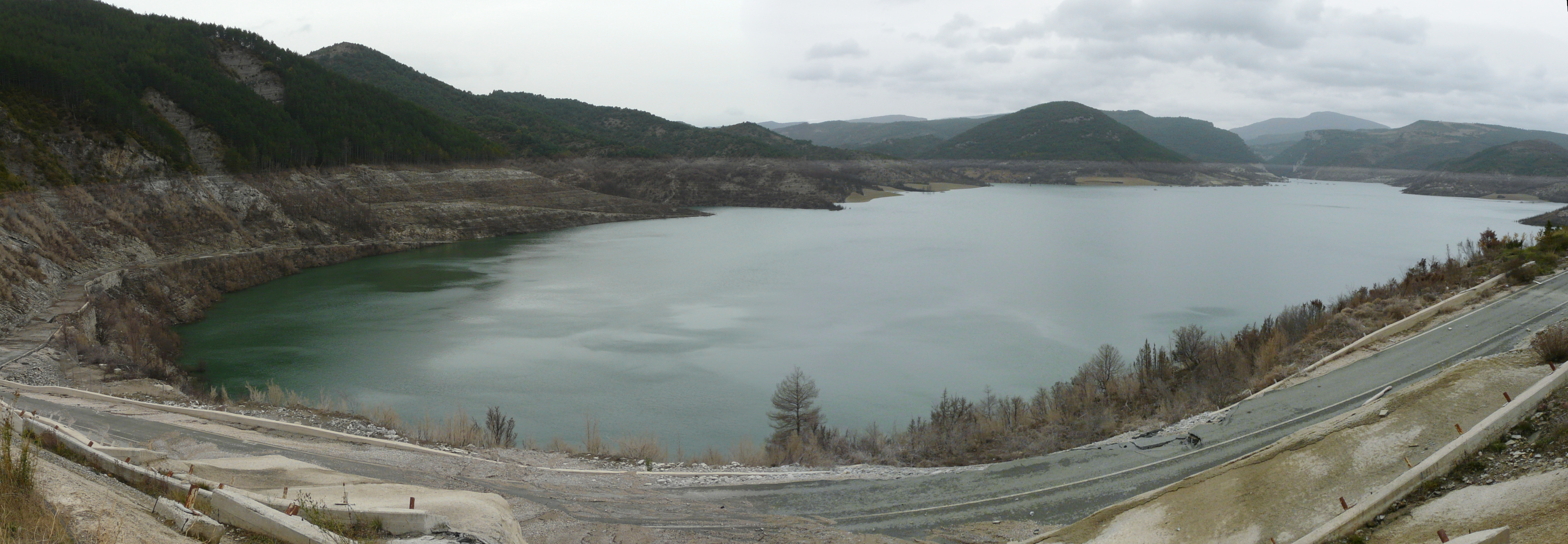
中流域に建設されたダムイトイツ湖（スペイン語版）

## 主な支流
イラティ川の主な支流は、アラゴン川の合流点から順に見ると、次のような河川が挙げられる。なお、見出しレベルが低い川は、その上位の川の支流であること意味する。
- アラゴン川（アラゴイ川）への合流点
  - イラティ川
    - サライツ川（バスク語、Zaraitzu）
      - Egúrzanos川
      - Cerréncano川
        - Arrakas川

      - La Sierra川
      - Izpiña川
      - Xabros川
        - Larraize川

      - Zaldaña川

    - エスカルガイツ川（バスク語、Eskargaitz）
    - Areta川
      - Larraun川

    - Usiain川
    - ガイツ川（バスク語、Errekagaitz）
    - Sastoia川
    - Zarikieta川
    - Erro川
      - Potxe川

    - （バスク語、Gurpegiko erreka）

  - （イトイツ湖） - イラティ川の流路の途中に作られた人工湖。
    - Urrobi川 - イトイツ湖に直接注ぐ。
    - アスタパル川（バスク語、Aztapar）
    - レガルツァ川（バスク語、Legartza）
      - トゥシャンゴア川（バスク語、Txangoa）

  - （イラビア湖） - イラティ川の流路の途中に作られた人工湖。
    - エグルギ川（バスク語、Egurgi） - イラビア湖に直接注ぐ。
    - ウルチュリア川（バスク語、Urtxuria）